# Palais de justice de Pointe-à-Pitre
Le Palais de justice de Pointe-à-Pitre est situé place Gourbeyre à Pointe-à-Pitre en Guadeloupe. 
Il est remplacé depuis octobre 2019 par le Tribunal judiciaire de Pointe-à-Pitre situé rue Dugommier. 

## Histoire
Détruit en grande partie par l'ouragan Okeechobee, il est reconstruit par Ali Tur à l'emplacement même du précédent palais de justice. Il s'agit du tout premier chantier de Tur en Guadeloupe. 
Inauguré le 30 juin 1932, il présente un large auvent pour protéger du soleil la salle des pas perdus. A l'intérieur, autour d'un patio central, figurent les espaces. Il a deux salles d'audience. 